# Pleurothallis catharinensis
Pleurothallis catharinensis är en orkidéart som beskrevs av Célestin Alfred Cogniaux. Pleurothallis catharinensis ingår i släktet Pleurothallis och familjen orkidéer. Inga underarter finns listade i Catalogue of Life.